# Epidendrum criniferum
Epidendrum criniferum es una especie de orquídea epífita del género Epidendrum.

## Descripción
Es una orquídea epifita con rizomas cortos y rastreros; tallos secundarios de 15–20 cm de alto y 2–3 mm de ancho, teretes hasta algo aplanados, foliados. Las hojas de 12 cm de largo y 1 cm de ancho, ápice agudo, subcoriáceas. Inflorescencia en forma de racimo de 5–7 cm de largo, con pocas flores, el pedúnculo 2 cm de largo, revestido completamente de varias vainas lateralmente aplanadas y conduplicadas, imbricadas, conspicuamente diferentes de las brácteas florales, las brácteas florales patentes, las flores con sépalos y pétalos verdosos con manchas de color carmín obscuro, el labelo blanco, ápice de la columna y de la antera carmín pálido; sépalos 11 mm de largo y 3.2 mm de ancho, agudos; pétalos 10 mm de largo y 0.8 mm de ancho, agudos; la porción libre del labelo 12 mm de largo y 10 mm de ancho, 3-lobada, los lobos laterales dolabriformes, 4.3 mm de largo y de ancho, retrorsos, divididos en flecos filamentosos irregulares, el lobo medio linear a filiforme, 4.3 mm de largo, disco con un par de callos oblongos en la base; columna 6 mm de largo; ovario y pedicelo juntos 1.5 cm de largo.

## Distribución y hábitat
Se encuentra en Nicaragua, Costa Rica, Panamá, Colombia, Ecuador y Perú en los bosques húmedos montanos en elevaciones de 100 a 1000 metros.

## Taxonomía
Epidendrum criniferum fue descrita por Heinrich Gustav Reichenbach y publicado en The Gardeners' Chronicle & Agricultural Gazette 1291. 1871.
Etimología
Ver: Epidendrum